# Eucereon argutum
Eucereon argutum là một loài bướm đêm thuộc phân họ Arctiinae, họ Erebidae.